# Front Row Seat to Earth
Front Row Seat to Earth è il terzo album in studio della musicista statunitense Weyes Blood, pubblicato nel 2016.

## Tracce
Testi e musiche di Natalie Mering.
1. Diary – 5:36
2. Used to Be – 4:32
3. Be Free – 6:22
4. Do You Need My Love? – 6:25
5. Generation Why – 5:21
6. Can't Go Home – 4:40
7. Seven Words – 4:37
8. Away Above – 5:18
9. Front Row Seat – 1:55